# 高仁斌 (美國外交官)
高仁斌，美國外交官、前駐華大使館官員，曾於2019年至2022年間擔任美國駐俄羅斯大使館副館長，任內曾暫任臨時代辦（代理大使）。除代辦職務外，高仁斌的外交生涯長期於國務院外交安全局及駐外機構服務。

## 履歷
高仁斌擁有南加州大學斯拉夫文學碩士、博士學位與柯蓋德大學學士學位，亦有國家情報大學戰略情報理學碩士學位。加入美國國務院後，高仁斌配屬於外交安全局下的美國外交安全勤務處，首次任職是1999年起擔任紐約外勤辦事處特別探員。此後，他擔任駐俄羅斯大使館助理地區安全官（（區安官，1999年－2001年）、駐亞美尼亞大使館區安官（2001年－2002年）、駐哈薩克大使館區安官（2002年－2004年）。其後又擔任外交安全局情報威脅分析處（DS/ITA）之威脅分析師（2004年－2006年）、駐華大使館隨員及副區安官、駐約旦大使館區安官（2010年－2013年）、駐伊拉克大使館高級副區安官（2013年－2014年）、駐俄大使館高級區安官（2014年－2016年。

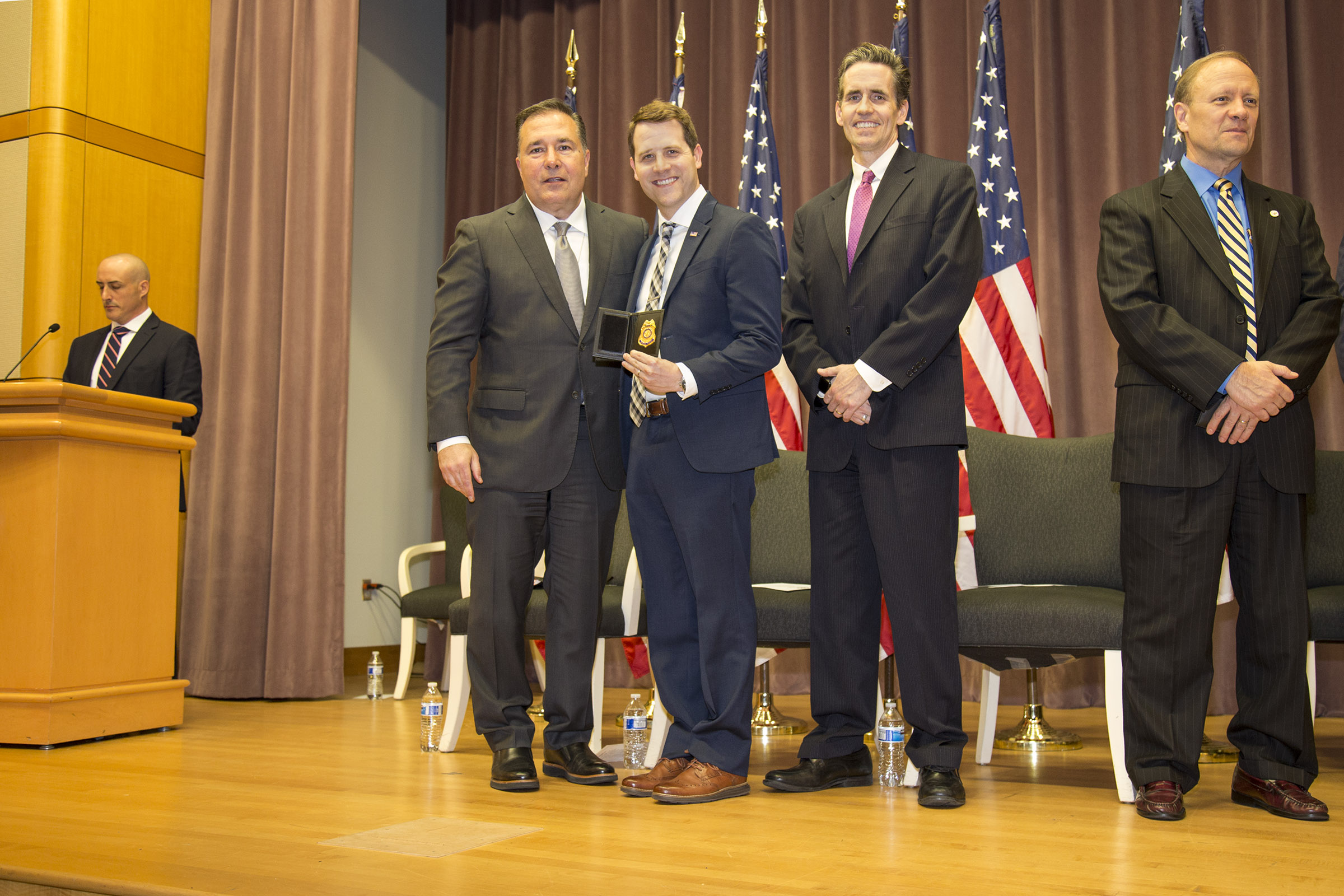
高仁斌（右二）出席美國國務院初級特別探員課程142期學員畢業典禮，2019年

2016年至2017年間，高仁斌成為外交安全局情報威脅分析處長，領導分析師團隊和應援人員對可能波及美國利益的威脅進行觀測、分析和預警，藉以促進美國外交設施、人員的安全。2017年至2019年間，高氏升任外交安全局副助理國務卿兼威脅調查分析處長（TIA），於任內負責監管分析、評估、調查及傳遞威脅資訊的外交安全企劃。
2019年10月，美國駐俄大使洪博培離任，時任駐俄大使館副館長的高仁斌暫任使館臨時代辦。直至2020年1月新大使約翰·蘇利文到任為止。2022年，高仁斌於駐俄副館長任內遭到俄當局勒令離境。俄羅斯外交部發言人瑪麗亞·扎哈羅娃於2月17日宣稱，為了因應美方驅逐俄駐美使館某位公使銜參贊，因此對美方人員採取相應措施。美國國務院認定高仁斌驅逐案為俄方的升級手段。